# Langdon Mitchell
Langdon Elwyn Mitchell, född 1862 i Philadelphia, död 21 oktober 1935 på samma ort, var en amerikansk pjäsförfattare.
Mitchell var son till läkaren Silas Weir Mitchell och sonson till läkaren John Kearsley Mitchell. Han studerade i Dresden och Paris, och läste därefter juridik på Harvard och Columbia University, och blev medlem av New Yorks advokatsamfund 1886. Han skrev under pseudonymen John Philip Varley.